# Chris Stewart (politiker)
Christopher Douglas "Chris" Stewart, född 15 juli 1960 i Logan i Utah, är en amerikansk republikansk politiker. Han var ledamot av USA:s representanthus 2013–2023.
Stewart utexaminerades 1984 från Utah State University och tjänstgjorde sedan i USA:s flygvapen 1984–1998. Han har dessutom varit verksam som affärsman och författare. Två bästsäljande böcker har han skrivit tillsammans med brodern Ted Stewart som har tjänstgjort som federal domare. Reklam som Glenn Beck gjorde i sin show var en bidragande faktor till den kommersiella succén med böckerna om historia och religion som bröderna skrev tillsammans.
Han är gift med Evie Stewart och har sex barn.